# Dermatomiositis
La dermatomiositis es una enfermedad del tejido conectivo, caracterizada por una inflamación de los músculos y de la piel. Su causa es desconocida, pero puede activarse luego de una infección viral o una reacción autoinmune. Más del 50% de los casos puede ser un fenómeno paraneoplásico, indicando presencia de cáncer. Presenta un sarpullido característico, acompañado de debilidad muscular; sus principales manifestaciones clínicas son las pápulas de Gottron y el eritema heliotropo. La dermatomiositis juvenil es la presencia de dermatomiositis en niños.

## Patología
El diagnóstico de dermatomiositis se confirma con una biopsia muscular. Hay dos hallazgos microscópicos clásicos en la dermatomiositis:
- Presencia de linfocitos B y linfocitos T en infiltrados perivasculares;
- Atrofia de fibras musculares perifasciculares.

## Manifestaciones clínicas

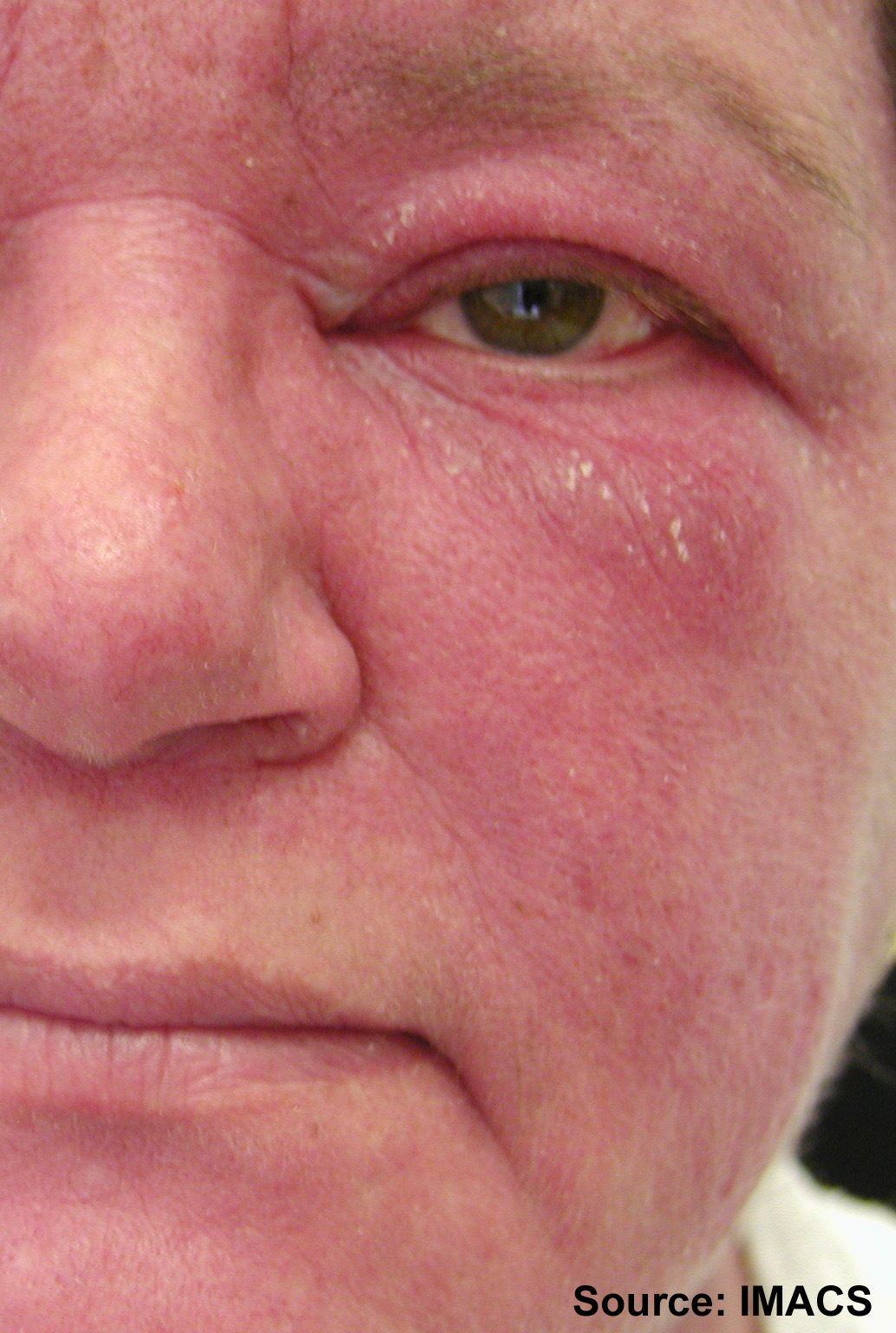
Dermatomiositis, Eritema malar y facial. El eritema malar y facial llamativo con edema y escamas faciales representa un brote reciente de la enfermedad en un paciente adulto con dermatomiositis.

La presentación clínica de la dermatomiositis se caracteriza por una miopatía acompañada de una afección cutánea, sin embargo, en el 56% de los pacientes las afecciones dermatológicas pueden preceder a la miopatía, debido a esto no se establece un patrón clínico único.

### Hallazgos dermatológicos

#### Pápulas de Gottron
Las Pápulas de Gottron es la manifestación clínica más común en la dermatomiositis, se observa en el 70% de pacientes que acuden por esta patología. son lesiones eritematosas planas o elevadas que confluyen alrededor de los nudillos, codos o rodillas.
Las lesiones eritematosas son pequeñas al inicio de la enfermedad, pero, a medida que se desarrolla la dermatomiositis estas crecen hasta formar placas eritematosas de color violáceo acompañado de una ligera zona de descamación, el conjunto de todos los síntomas se conoce como signo de Gottron.

#### Eritema Heliotropo
Signo típico de la dermatomiositis, aparece en la región frontal, párpados y región maxilar, el eritema ocasionado por la dermatomiositis es de color rojo - violáceo, por lo general se acompaña de edema y, se va tornando más intenso a medida que pasan las horas.

### Hallazgos microscópicos
Secciones cruzadas de músculo revelan fascículos musculares con pequeñas y rotas fibras musculares poligonales en la periferia de un fascículo rodeando a fibras centrales normales y de tamaño uniforme.
Agregados de maduros linfocitos con núcleos negros y pequeños y escaso citoplasma se ven alrededor de los vasos. De manera no común, se distinguen otras células inflamadas. La inmunohistoquímica puede usarse para demostrar que ambos linfocitos B- y T- están presentes en aproximadamente iguales números.

### Mecanismo
Se conjetura que el mecanismo es complementario de daño en vasos microscópicos con atrofia muscular e inflamación linfocítica secundaria en tejidos con isquemia.

## Diagnóstico diferencial
La dermatomiositis puede diferenciarse de otras miopatías comunes, con inflamación linfocítica predominante. Si se presenta, la atrofia perifascicular característica hace a esta distinción trivial.
Hay algún solapeo en las apariencias microscópicas de diferentes miopatías inflamatorias, pero puede ayudar algunas diferencias frecuentemente presentes.
Las vacuolas de borde de miositis de inclusión corporal (IBM) está ausente en la dermatomiositis. La polimiositis se caracteriza por inflamación difusa o en parches de las fascies musculares, u patrón azaroso de atrofia muscular, y predominancia de linfocitos T con su invasión a otras fibras musculares aparentemente viables.

## Tratamiento
1. Alta dosis de Prednisolona
2. Metotrexato (complicación: puede causar enfermedad pulmonar intersticial).
3. Gamma globulina intravenosa
4. Azatioprina
5. Ciclofosfamida